# Afrikaspiele 2019/Radsport
Die Radsportwettbewerbe bei den Afrikaspielen 2019 wurden in der marokkanischen Stadt Benslimane ausgetragen. Die Mountainbike-Wettbewerbe fanden am 21. und 23. August statt, die Straßenwettbewerbe zwischen dem 24. und 29. August.
Insgesamt standen zehn verschiedene Wettbewerbe auf dem Programm.

## Resultate

### Straßenradsport

#### Mannschaftszeitfahren
| Platz | Sportler                                                                | Land | Zeit (min.) |
| ----- | ----------------------------------------------------------------------- | ---- | ----------- |
|       | Ryan Gibbons Jayde Julius Kent Main Jason Oosthuizen                    | RSA  | 1:07:56,256 |
|       | Natnael Mebrahtom Natnael Berhane Sirak Tesfom Daniel Teklehaimanot     | ERI  | 1:09:27,961 |
|       | Moïse Mugisha Joseph Areruya Jean Claude Nzafashwanayo Didier Munyaneza | RWA  | 1:09:53,620 |

| Platz | Sportlerinnen                                                                            | Land | Zeit (min) |
| ----- | ---------------------------------------------------------------------------------------- | ---- | ---------- |
|       | Tiffany Keep Maroesjka Matthee Carla Oberholzer Zanri Rossouw                            | RSA  | 48:43,958  |
|       | Adyam Ande Mossana Debesay Danait Fitsum Desiet Kidane                                   | ERI  | 48:58,088  |
|       | Tsega Gebre Beyene Mhiret Asegele Gebreyewhans Selam Amha Gerefiel Eyerusalem Haftu Reda | ETH  | 48:59,175  |

#### Einzelzeitfahren
| Platz | Sportler      | Land | Zeit (min.) |
| ----- | ------------- | ---- | ----------- |
|       | Ryan Gibbons  | RSA  | 46:50,341   |
|       | Kent Main     | RSA  | + 0:230     |
|       | Moïse Mugisha | RWA  | + 1:360     |

| Platz | Sportlerin             | Land | Zeit (min) |
| ----- | ---------------------- | ---- | ---------- |
|       | Ashleigh Moolman-Pasio | RSA  | 38:16,907  |
|       | Zanri Rossouw          | RSA  | + 1:560    |
|       | Vera Adrian            | NAM  | + 2:180    |

#### Straßenrennen
| Platz | Sportler        | Land | Zeit (h) |
| ----- | --------------- | ---- | -------- |
|       | Youcef Reguigui | ALG  | 3:32:13  |
|       | Ryan Gibbons    | RSA  | gl. Zeit |
|       | Nassim Saidi    | ALG  | gl. Zeit |

| Platz | Sportlerin        | Land | Zeit (h) |
| ----- | ----------------- | ---- | -------- |
|       | Maroesjka Matthee | RSA  | 1:45:15  |
|       | Aurélie Halbwachs | MRI  | gl. Zeit |
|       | Vera Adrian       | NAM  | gl. Zeit |

### Mountainbike

#### Cross Country
| Platz | Sportler         | Land | Zeit (s)    |
| ----- | ---------------- | ---- | ----------- |
|       | Tristan de Lange | RSA  | 1:24:45,502 |
|       | Alexander Miller | RSA  | 1:25:31,847 |
|       | Maher Habouria   | TUN  | 1:29:52,145 |

| Platz | Sportlerin                   | Land | Zeit (s)    |
| ----- | ---------------------------- | ---- | ----------- |
|       | Tiffany Keep                 | RSA  | 1:19:15,327 |
|       | Aurélie Halbwachs            | MRI  | 1:20:03,900 |
|       | Kimberley Le Court de Billot | MRI  | 1:22:52,541 |

#### Marathon
| Platz | Sportler         | Land | Zeit (h) |
| ----- | ---------------- | ---- | -------- |
|       | Tristan de Lange | RSA  | 1:53:11  |
|       | Yannick Lincoln  | MRI  | 1:53:22  |
|       | Alex Miller      | NAM  | 2:01:03  |

| Platz | Sportlerin                   | Land | Zeit (h) |
| ----- | ---------------------------- | ---- | -------- |
|       | Kimberley Le Court de Billot | MRI  | 2:28:43  |
|       | Aurélie Halbwachs            | MRI  | 2:29:28  |
|       | Fatima Zahra El Hiyani       | MAR  | 2:29:58  |
|       | Nancy Akinyi Debe            | KEN  | 2:29:58  |

## Medaillenspiegel
| Platz | Land      | Gold | Silber | Bronze | Gesamt |
| ----- | --------- | ---- | ------ | ------ | ------ |
| 1     | Südafrika | 6    | 3      | 0      | 9      |
| 2     | Namibia   | 2    | 1      | 3      | 6      |
| 3     | Mauritius | 1    | 4      | 1      | 6      |
| 4     | Algerien  | 1    | 0      | 1      | 2      |
| 5     | Eritrea   | 0    | 2      | 0      | 2      |
| 6     | Ruanda    | 0    | 0      | 2      | 2      |
| 7     | Äthiopien | 0    | 0      | 1      | 1      |
| 7     | Kenia     | 0    | 0      | 1      | 1      |
| 7     | Tunesien  | 0    | 0      | 1      | 1      |
| Total | Total     | 10   | 10     | 10     | 30     |